# Pelargonium helmsii
Pelargonium helmsii är en näveväxtart som beskrevs av Carolin. Pelargonium helmsii ingår i släktet pelargoner, och familjen näveväxter. Inga underarter finns listade i Catalogue of Life.